# Tatort: Dreams
Dreams ist ein Fernsehfilm aus der Krimireihe Tatort.  Der vom Bayerischen Rundfunk produzierte Beitrag ist die 1177. Tatort-Episode und wurde am 7. November 2021 im SRF, im ORF und im Ersten ausgestrahlt. Das Münchner Ermittlerduo Batic und Leitmayr ermittelt in seinem 87. Fall.

## Handlung
Ein Tatort ohne Leiche. Die Geigerin Marina hat im Traum ihre beste Freundin und gleichzeitige Konkurrentin Lucy ermordet. Sie ist sich allerdings nicht sicher, ob es nur ein Traum war – ihre Freundin ist seit Tagen verschwunden. Auf dem Dach des Gasteig am Isarufer, wo beide um eine Stelle als Geigerin konkurrieren, findet sich zwar Blut von Lucy, aber nicht da, wo Marina ihre „Tat“ verortet. Beide ehrgeizigen Nachwuchsgeigerinnen trainieren in einem Schlaflabor den Klartraum, um erfolgreicher zu sein und besser mit dem beruflichen Stress umgehen zu können.
Allmählich wird aufgeklärt, dass Lucy in hochkomplexen Familienverhältnissen steht: Ihr Vater ist ein weltberühmter Pianist, ihre Mutter war eine geniale Geigerin, aber als Mutter sehr fordernd. Sie starb bei einem Autounfall, den sie, wie Lucys Vater später einräumt, in suizidaler Absicht provoziert hatte. Lucy hatte überdies ein Foto entdeckt, das eine Liebesaffäre ihres Vaters mit der Geigenlehrerin am Gasteig beweist. Lucys Freund Mats, ein ebenso ehrgeiziger Spitzen-Sportler, der überdies in das Schlaflabor investiert hat, hatte sich längst Marina zugewandt. Ein provokativer Einbruch in ihr Elternhaus bringt die Kommissare auf die Idee, dass Lucy noch leben könnte (und selber ihr Blut am Tatort verspritzt haben könnte). Man sucht nach einer alten Hütte im Wald, die früher in Familienbesitz war. In letzter Minute retten Batic und Leitmayr die junge Frau, kurz nachdem sie Tabletten genommen hatte, um sich das Leben zu nehmen. Krankheitsbedingt war sie zuvor bereits von ihrer Karriere zurückgetreten. Unter dem Eindruck der Tabletten träumte sie sich auf einen Rachefeldzug, als Mörderin an Marina, Mats, der Geigenlehrerin und ihrem Vater. Aber auch Marina hatte nur geträumt. Ein „Tatort“ ohne Leichen.

## Hintergrund
Der Film wurde vom 24. Februar 2021 bis zum 26. März 2021 in München und Umgebung gedreht. Die bereits im November und Dezember 2020 gedrehte Folge Kehraus der Münchner Ermittler wurde zu einem späteren Zeitpunkt gesendet.
Der Soundtrack zum Tatort: Dreams von David Reichelt wurde vom Münchner Rundfunkorchester eingespielt und ist bei BR-KLASSIK auf CD erschienen.

## Rezeption

### Kritiken
Christian Buß schrieb im Spiegel: „Das Drehbuch stammt wie schon das zu dem HR-Fall von Johanna Thalmann, die gemeinsam mit ihrem Co-Autor Moritz Binder dem Ehrgeiz-Exzess ihrer jungen Heldinnen über die Realitätsbrechungen einige erstaunliche Facetten abgewinnt. Regisseur Boris Kunz, der zuvor die virtuos fabulierte Aufschneider-Serie ‚Hindafing‘ mit entwickelt hat, lässt die Grenzen zwischen Traum und Wirklichkeit verschmelzen. Das Münchner Rundfunkorchester spielt dazu einen eigens komponierten, aufwühlenden Score.“
Bei der Süddeutschen Zeitung wertete Holger Gertz: „Junge Hochleister reden furchtbare Klischeesätze. […] Und Batic und Leitmayr […] schieben sich wie Schlafes Brüder durchs Panorama und versuchen Kekse essend und routiniert herumwitzelnd einer Story Halt zu geben, die ihre Bodenhaftung verloren hat. Was toll ist: der Soundtrack vom Münchner Rundfunkorchester.“
Volker Bergmeister urteilte für Tittelbach.tv: „Ein Geständnis, aber keine Leiche. Eine Tat, die vielleicht nur im Traum stattgefunden hat. Und ein Fall mit Mehrwert: Hier erfährt man etwas über luzides Träumen. Regisseur Boris Kunz (Hindafing) sowie Johanna Thalmann und Moritz Binder (Buch) ist ein spannendes Traum-Erklärstück samt intensivem Blick in eine gnadenlose Orchesterwelt gelungen. Und das Münchner Rundfunkorchester spielt dazu. Ein junger, frischer Bayern-‚Tatort‘, der viel versucht und wagt, dabei auch gewinnt, aber im Ermittlungs-Zentrum dann doch zu viel Altbewährtes zu bieten hat. Ein wenig abgedrehter hätte es schon sein dürfen.“
Bei Kino.de stand: „Es ist schon skurril, welche Anziehungskraft Traumsequenzen auf Filmschaffende ausüben. Selbst der große Michael Haneke baute sie in seinen wohl schönsten Film Liebe ein, scheiterte daran aber genauso krachend wie die meisten vor und nach ihm. Da Klarträume in der Regel ein Abbild der Realität darstellen, hat es Regisseur Boris Kunz in seinem ‚Tatort‘-Debüt natürlich ungemein leichter. An seiner straffen Inszenierung und der ansprechenden Kameraarbeit von Volker Tittel liegt es dann auch nicht, dass der rote Faden des Krimis spätestens vor dem hanebüchenen Finale endgültig in den Orchestergraben plumpst und nicht wieder auftaucht.“

### Einschaltquoten
Die Erstausstrahlung von Dreams am 7. November 2021 wurde in Deutschland von 8,64 Millionen Zuschauern gesehen und erreichte einen Marktanteil von 26,0 % für Das Erste.